# Колак (місто)
Колак (англ. Colac)— невелике місто в Західному окрузі штату Вікторії, Австралія, приблизно за 150 кілометрів на південний захід від Мельбурна, на південному березі озера Колак.

## Історія
Протягом тисячоліть клани народу Гуліджан займали регіон Колак.

### Британська колонізація
Британці вперше увійшли в регіон у березні 1837 року, коли кілька землевласників натрапили на озеро Колак під час пошуків зниклого колоніста Джозефа Геллібранда. Ще одна пошукова група, яка діяла на основі інформації про те, що Геллібранда убили представники місцевих аборигенів з народу Гуліджан, прибула у квітні. Ця група повернулася в Джилонг після того, як двоє людей з народу Гуліджан були вбиті слідопитами місцевих аборигенів, які супроводжували групу.
Колонізація території почалася у вересні 1837 року з прибуттям Г'ю Мюррея (помер у 1869 році), який отримав 34 тис. акрів землі та створив три овечі ферми. За словами Мюррея, конфлікт з місцевим народом був обмеженим: один абориген був застрелений під час каральних рейдів на поселення аборигенів після захоплення овець. У 1841 році близько сорока Гуліджан жили та працювали на території, яка тепер була власністю Мюррея.
Розмежування поселення почалося у 1841 році, а містечко Лейк Колак було проголошено в 1848 році.
Поштове відділення було відкрито 1 липня 1848 року під назвою Лейк Колак і було перейменовано на Колак у 1854 році. Місцевий ботанічний сад розташований на березі озера Колак, був заснований у 1868 році.

### Таємниця Брукхауса
У 1854 році засновник міста Г'ю Мюррей найняв пару пастухів на ім'я Томас Брукхаус і Патрік Гірі. Брукхаус, який шукав зниклих овець, зник безслідно. Невдовзі Патрік Гірі та його дружина покинули округ. П'ятнадцять років потому хлопчик, який займався розведенням кролів, знайшов скелетні залишки Томаса Брукхауса під купою каміння біля озера Корангаміт. Брукхаусу розбили голову. Поліції знадобилося два роки, щоб вистежити Патріка Гірі та звинуватити його у вбивстві Брукхауса. Друг Гірі розповів суду, що Гірі вбив Брукхауса сокирою, щоб не дати йому повідомити Мюррея про те, що Гірі краде овець. Гірі був повішений у Мельбурні у 1871 році.

### Роль у Першій світовій війні

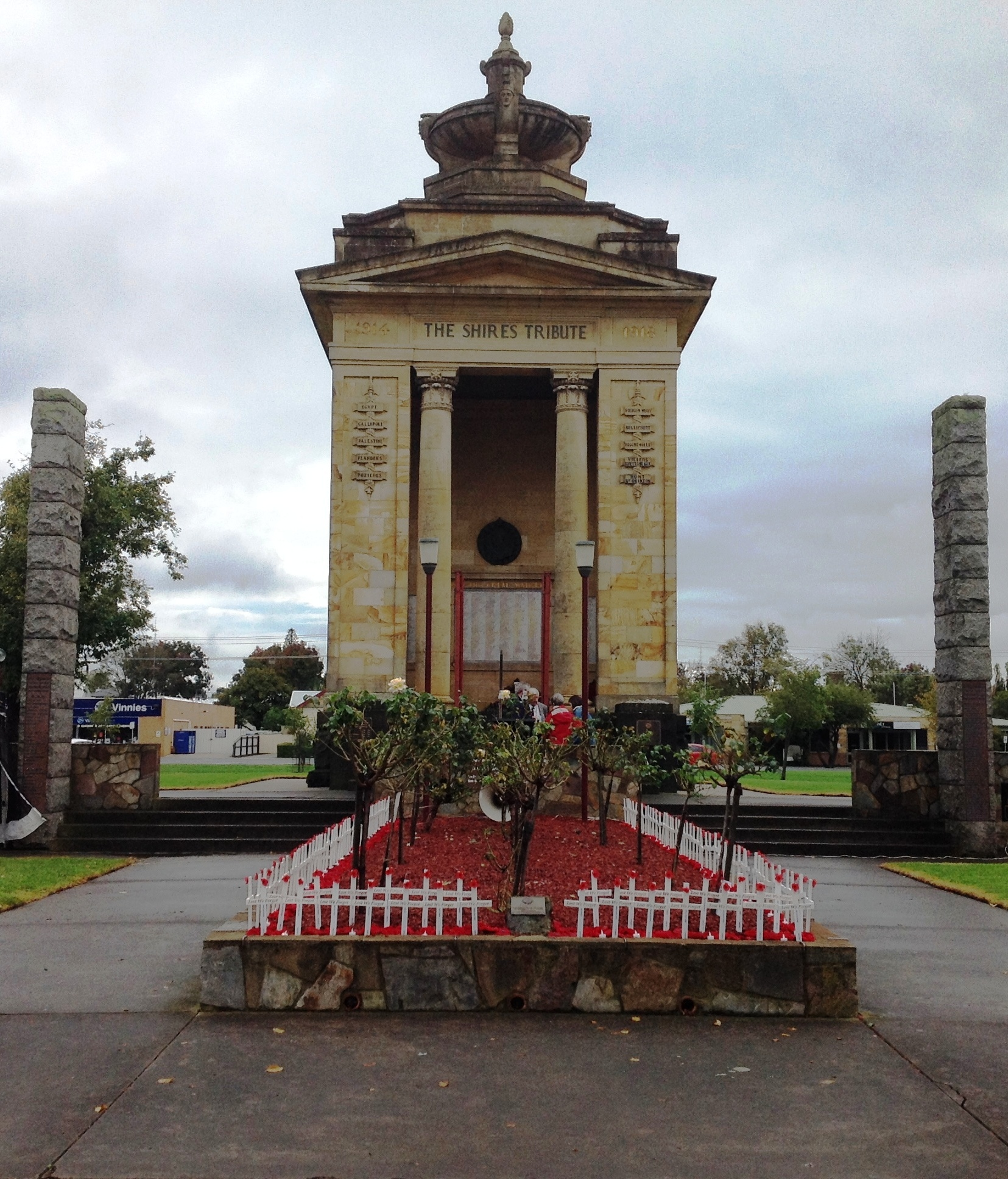
Військовий меморіал міста Колак у 2017 році

Меморіальна дошка на південній стороні Меморіальної площі вшановує дві історичні промови, виголошені у місті Колак 31 липня 1914 року тодішнім лідером федеральної опозиції Ендрю Фішером, а наступної ночі виступив прем'єр-міністр Джозеф Кук. У двох промовах було проголошено зобов'язання Австралії слідувати за Британією у Першій світовій війні, а Фішер заявив:
|  | Якщо Батьківщина надає честь брати участь у воєнних діях, австралійці будуть підтримувати її до останнього чоловіка й шилінга. Оригінальний текст (англ.) Should honor demand the mother country taking part in hostilities, Australians would stand beside her to the last man and shilling. |

Військовий меморіал стоїть у центрі Меморіального скверу.

## Природні особливості
Рівнини навколо Колака є третьою за величиною вулканічною рівниною у світі. Найбільше постійне солоне озеро Австралії та найбільше природне озеро штату Вікторія, озеро Корангаміт, розташовані неподалік, а також заповідник Ред Рок.

## Транспорт

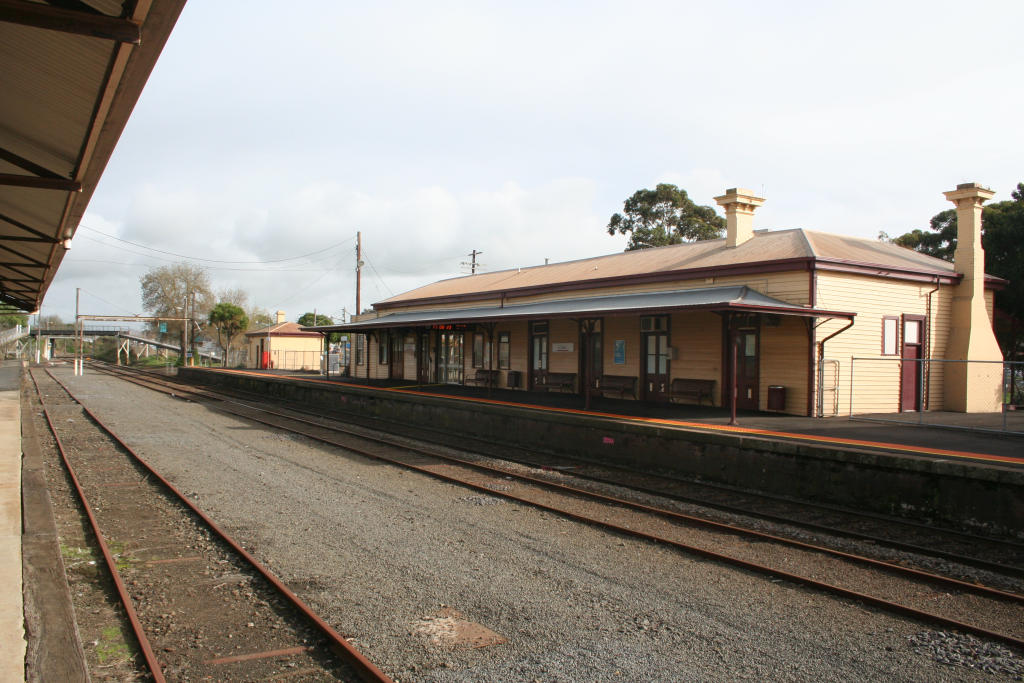
Залізнична станція міста Колак

Через місто проходить Княже шосе (англ. Princes Highway, частина Автомагістралі 1 — мережі автомобільних доріг, які огинають Австралію) і утворює його головну вулицю — вулицю Мюррея (англ. Murray Street). Шосе пролягає на захід до міста Кемпердаун, на схід до Джилонга та далі до Мельбурна. Кілька другорядних закритих доріг, включаючи C161, C155 і C154, пролягають на південь у напрямку до затоки Аполло та прибережних туристичних районів: Національний парк «Ґрейт Отвей» біля Великої океанської дороги, Дванадцяти Апостолів і Узбережжя корабельних аварій. Дорога Колак-Балларат проходить на північ, з'єднуючи Колак із Балларатом через Крессі.